# Sagamicadulus
Sagamicadulus is een geslacht van tandschelpen uit de  familie van de Gadilidae.

## Soorten
- Sagamicadulus elegantissimus Sakurai & Shimazu, 1963